# Battaglia di Cornuda
La battaglia di Cornuda dell'8-9 maggio 1848, avvenuta durante la prima guerra di indipendenza, oppose una legione dell'esercito pontificio rinforzata da numerosi volontari, agli ordini del generale Ferrari, e l'esercito austriaco, guidato dal generale Nugent. 
Il combattimento di Cornuda può essere considerato il primo conflitto in cui si combatté in nome dell'Italia, essendo il contingente italiano costituito esclusivamente da patrioti arruolatisi come volontari e soldati regolari che, sempre per scelta patriottica, si posero al di fuori dell'esercito pontificio, decidendo di non obbedire all'ordine papale di disimpegnarsi dal conflitto e rientrare nelle province pontificie.

## Antefatto
Nel 1848, sulla scia delle aspirazioni liberali che scuotevano l'Europa e la penisola italiana, papa Pio IX, il 14 marzo, con il documento "Nelle istituzioni", concesse la costituzione. Poco dopo, durante le Cinque giornate di Milano, il governo pontificio, sull'esempio del granduca di Toscana e del re di Napoli, inviò al fronte un corpo di soldati regolari comandati dal generale Giovanni Durando (1804-1869), fratello del generale Giacomo Durando, insieme con un gruppo di volontari comandati dal generale Andrea Ferrari e comprendente il Battaglione universitario romano.
Lo Stato Pontificio si trovò di fatto impegnato in una guerra contro l'Austria per l'indipendenza italiana. Ma il 13 aprile 1848 una speciale commissione cardinalizia impose lo sganciamento del Papa dal movimento patriottico italiano. Pio IX, con l'allocuzione "Non semel" fatta al Concistoro dei cardinali del 29 aprile 1848, mise in evidenza le motivazioni della posizione del Papa che, come capo della Chiesa universale e allo stesso tempo capo di uno Stato italiano, non poteva mettersi in guerra contro un legittimo regno. Il pontefice annunciò quindi il ritiro delle truppe regolari comandate dal generale Durando.
Le truppe regolari pontificie, al comando del generale Durando, e quelle volontarie, guidate dal generale Ferrari, rifiutarono di seguire l'implicito ordine del pontefice di ritirarsi e si unirono alle truppe combattenti contro l'Austria nella prima guerra di indipendenza.

## La battaglia
L'evento si svolse a nord-ovest di Cornuda (nell'attuale provincia di Treviso), in una zona collinare sulla riva destra del Piave. L'esercito austriaco era partito da Vienna alla volta di Venezia, dove era stata istituita la Repubblica di San Marco.
I primi scontri si ebbero già a Pederobba e a Onigo, ma i tentativi da parte dei bersaglieri del Po e dei volontari cadorini di fermare l'avanzata austriaca furono vani. Nel tardo pomeriggio dell'8 maggio gli schieramenti si attestarono sulle rive del torrente Nasson, dove gli italiani, al comando del generale Ferrari, furono raggiunti dal grosso dell'esercito pontificio. Verso le 19 gli austriaci riuscirono a passare dall'altra parte del fiume e a impadronirsi di due colline, ma furono presto ricacciati.
La battaglia riprese la mattina seguente. Subito gli italiani si trovarono in difficoltà e dovettero indietreggiare di 500 metri. Nel frattempo, il generale Durando avvertì Ferrari che le sue truppe erano in marcia e sarebbero giunte in aiuto il prima possibile.
Durante l'attesa Ferrari decise di inviare una carica di 50 dragoni; 40 di loro furono sacrificati, ma gli austriaci, spiazzati, attesero le 15 per riprendere gli scontri.
Verso le 18 Durando non era ancora arrivato e Ferrari decise di ripiegare verso Treviso. Gli austriaci diedero il tempo ai nemici di ritirarsi, quindi occuparono Cornuda.